# Zentrum Überleben
Zentrum Überleben ist eine gGmbH mit Sitz in Berlin, die sich national und international für Überlebende von Folter und Kriegsgewalt einsetzt und bietet Hilfesuchenden aus rund 50 Ländern Unterstützung im medizinischen, psychotherapeutischen, sozialarbeiterischen und integrativen Bereich.
Seit 2016 führt die Organisation die operative Tätigkeit des Behandlungszentrums für Folteropfer e. V. (bzfo) fort. Zuvor hatten seit 2008 das bzfo, das Zentrum für Flüchtlingshilfen und Migrationsdienste (zfm), die Überleben – Stiftung für Folteropfer und die Catania – Hilfe für traumatisierte Opfer ihre Kompetenzen unter der Dachmarke Zentrum Überleben gebündelt.

## Geschichte und Aufgaben
Die Gründung erfolgte 1992 durch Ärzte und Journalisten. Der Schwerpunkt der Arbeit liegt auf „medizinischer, psychotherapeutischer und sozialer Rehabilitation von Verfolgten und deren Familienangehörigen aus Ländern, in denen Menschen aus politischen, ethnischen und religiösen Gründen unterdrückt, verhaftet oder gefoltert werden oder an denen Menschenrechtsverletzungen begangen werden“.
Zu den Aufgaben des Zentrums gehören neben der Rehabilitation von traumatisierten Geflüchteten auch die Integration und berufliche Qualifizierung von Menschen mit unterschiedlichen Flucht- und Migrations erfahrungen.
Jedes Jahr werden in den behandelnden Abteilungen des Zentrum ÜBERLEBEN rund 600 Kinder, Jugendliche und Erwachsene aus über 40 Ländern betreut. Die Patienten erhalten je nach Bedarf ambulante oder tagesklinische Behandlung im allgemeinmedizinischen, psychiatrischen, psychotherapeutischen und psychosozialen Bereich. Neben der Rehabilitation werden über 300 Klienten mit unterschiedlichen Flucht- und Migrationshintergründen in der psychologischen und sozialen Arbeit auf ihrem Weg zur sozialen und beruflichen Integration begleitet.
Aufklärungsarbeit erfolgt durch eine Vielzahl von Veröffentlichungen, eigene Fachpublikationen und Vorträge, über die Teilnahme an Tagungen und Kongressen, Netzwerkarbeit in nationalen und internationalen Organisationen und Gremien sowie durch eine aktive Presse- und Öffentlichkeitsarbeit.
Das Zentrum ist Mitglied des International Rehabilitation Council for Torture Victims und der Bundesweiten Arbeitsgemeinschaft der psychosozialen Zentren für Flüchtlinge und Folteropfer. Ferner ist das Zentrum Unterzeichner der Initiative Transparente Zivilgesellschaft.

## Forschungsabteilung
Das Zentrum ÜBERLEBEN (vormals bzfo) hat seit 1998 eine Forschungsabteilung, die in engem Austausch mit dem therapeutischen Team arbeitet. Die Schwerpunkte liegen auf der Grundlagenforschung, der interventionsbezogenen Forschung, sowie Untersuchungen von gesellschaftlichen Aufarbeitungsmaßnahmen nach kollektiver Gewalt und deren Zusammenhang mit individueller psychischer Gesundheit. Zur interventionsbezogenen Forschung gehören u. a. die Projekte Ilajnafsy, eine internetgestützte Schreibtherapie für den arabischen Sprachraum und das Lebenstagebuch.
Die abgeschlossenen sowie laufenden Forschungsprojekte werden in nationaler und internationaler Kooperation mit u. a. der Freien Universität Berlin, der Ludwig-Maximilians-Universität München, der Medical School Berlin, sowie der Icahn School of Medicine of Mt. Sinai, New York durchgeführt.

## Bibliothek
Die eigene Spezialbibliothek ist eine Präsenzbibliothek und erfasst über 31.000 Informationsträger, die sich mit Folgen von Folter, Verfolgung und Extremtraumatisierung beschäftigen. Neben Büchern, Zeitschriften werden auch graue Literatur und audiovisuelle Medien zum Thema gesammelt und erschlossen. Folgende Themenschwerpunkte sind dort zu finden:
- Diagnostik und Behandlung von Folter und Traumatisierung
- Gesundheitsversorgung für traumatisierte Flüchtlinge
- Überlebende extremer Gewalt und Opfer totalitärer Regime
- Interkulturelle Psychotherapie und Psychiatrie

Der Bibliotheksbestand steht nach Absprache jedermann zur Verfügung. Zudem verfügt die Bibliothek über einen öffentlich zugänglichen Online-Katalog (OPAC).

## Internationale Projekte

### Kambodscha
Im Rahmen des Rote-Khmer-Tribunals führte das bzfo in Kooperation mit der Transcultural Psychosocial Organisation (TPO) Cambodia seit 2008 Untersuchungen zu psychischen Traumafolgeerkrankungen, Aufarbeitung und Versöhnung in Kambodscha durch. Über 2000 Überlebende des Gewaltregimes der Roten Khmer und ihre Angehörigen wurden in Kambodscha befragt.

### Kolumbien
2012 führten das bzfo und die kolumbianische Menschenrechtsorganisation Tierra y Vida erstmals ein Projekt mit Binnenvertriebenen in Kolumbien durch. Betroffene wurden zu den psychischen Auswirkungen von Vertreibung im Rahmen des bewaffneten Konflikts in Kolumbien befragt. Außerdem wurden sie zu ihrer individuellen Versöhnungsbereitschaft und zu ihrer persönlichen Einstellung in Bezug auf die aktuellen Reparationsmaßnahmen des kolumbianischen Staates interviewt. Es wurden 454 intern Vertriebene in vier Regionen Kolumbiens befragt, in der Zeit zwischen September und Dezember 2012. Finanziell Unterstützt wurde das Projekt durch das Auswärtige Amt.

### UN-Subcommittee on the Prevention of Torture, Projekt „Monitoring zur Prävention von Folter“
Im Rahmen des Mandats des deutschen Mitglieds im Unterausschuss der Vereinten Nationen zur Prävention von Folter werden Einrichtungen für psychisch kranke Menschen und behinderte Erwachsene und Kinder überwacht, um Wissen und Erfahrung zu sammeln und auszutauschen. Das Subkomitee versucht ein internationales System zur Inspektion von Haftorten zu etablieren.

## Finanzierung
Seine Arbeit finanziert das Zentrum zu etwa 50 % aus öffentlichen Mitteln u. a. der Europäischen Kommission, des Auswärtige Amtes, des Bundesministeriums für Familie, Senioren, Frauen und Jugend sowie des Berliner Senats. Weitere nicht-öffentliche sowie private Unterstützer sind u. a. das Deutsche Rote Kreuz, Misereor, Aktion Mensch, die Hamburger Stiftung zur Förderung von Wissenschaft und Kultur, die Stiftung Deutsche Klassenlotterie sowie zahlreiche private Spender. Außerdem ist das Zentrum Hauptzustifter der „Überleben – Stiftung für Folteropfer“, deren Hauptzweck die finanzielle Unterstützung des Zentrum Überleben durch Fundraisingmaßnahmen ist.

## Anerkennung
Zu den Unterstützern und Fürsprechern gehören u. a. Sabine Leutheusser-Schnarrenberger, Herta Däubler-Gmelin, Heiner Geißler, Wolfgang Thierse, Markus Löning, Jan-Philipp Reemtsma, Hilde Schramm, Werner Gegenbauer, Bernhard Schlink, Johannes Heisig, Peter Raue, Angelika Graf, Frank Ulrich Montgomery sowie Benno Fürmann. Zu den Unterstützern und Fürsprechern gehörte auch Richard von Weizsäcker (1920–2015).
Seit 2014 war Claudia Roth Schirmherrin, im September 2022 übernahm Jamila Schäfer (MdB) diese Aufgabe.
Der Mitbegründer und langjähriger Leiter des bzfo, Christian Pross, wurde 2009 für seine Verdienste in der psychosozialen und medizinischen Betreuung von Flüchtlingen und politisch Verfolgten mit dem Bundesverdienstkreuz geehrt. Ebenso wurde die langjährige Leiterin des Zentrum Überleben, Mercedes Hillen, 2021 für ihren unermüdlichen Einsatz für traumatisierte Geflüchtete und Überlebende von Folter und Kriegsgewalt mit dem Bundesverdienstkreuz am Bande ausgezeichnet.
Das Projekt wurde 2017 mit dem Hauptstadtpreis für Integration und Toleranz (Dritter Preis) ausgezeichnet.

## Publikationen
- Alexandra Liedl, Ute Schäfer, Christine Knaevelsrud: Psychoedukation bei posttraumatischen Störungen. Manual für Einzel- und Gruppensettings. Schattauer – Verlag für Medizin und Naturwissenschaften, Stuttgart 2010, ISBN 978-3-7945-2727-4.
- Christian Pross: Verletzte Helfer. Umgang mit dem Trauma: Risiken und Möglichkeiten sich zu schützen. Klett-Cotta, Stuttgart 2009, ISBN 978-3-608-89090-7.
- Ferdinand Haenel und Mechthild Wenk-Ansohns: Begutachtung psychisch reaktiver Traumafolgen in aufenthaltsrechtlichen Verfahren. Beltz, Weinheim 2005, ISBN 3-621-27571-1.
- OHCHR: Istanbul Protocol-Manual on the Effective Investigation and Documentation of Torture and Other Cruel, Inhuman or Degrading Treatment or Punishment. United Nations, New York 2004 (ohchr.org [PDF]).
- Angelika Birck, Christian Pross, Johann Lansen: Das Unsagbare. Die Arbeit mit Traumatisierten im Behandlungszentrum für Folteropfer Berlin. Springer, Berlin 2002, ISBN 3-540-43856-4.
- Überleben Stiftung für Folteropfer (Hrsg.): Fremde Blicke. Ein kunsttherapeutisches Fotoprojekt der Überleben. Überleben Stiftung für Folteropfer, Berlin 2002 (bzfo.de).
- Angelika Birck: Traumatisierte Flüchtlinge. Wie glaubhaft sind ihre Aussagen? Asanger, Heidelberg 2002, ISBN 3-89334-376-8.
- Angelika Birck: Die Verarbeitung einer sexuellen Missbrauchserfahrung in der Kindheit bei Frauen in der Psychotherapie. Behandlungszentrum für Folteropfer, Berlin 2001, ISBN 3-9806790-2-0.
- Sepp Graessner, Norbert Gurris, Christian Pross (Hrsg.): At the side of torture survivors. Treating a terrible assault on human dignity. Johns Hopkins, Baltimore 2001, ISBN 0-8018-6627-8.
- Christian Pross: Wiedergutmachung. Der Kleinkrieg gegen die Opfer. Philo Verlag-Ges., Berlin 2001, ISBN 3-8257-0132-8.
- Sepp Graessner, Mechthild Wenk-Ansohn: Die Spuren von Folter – Eine Handreichung. Behandlungszentrum für Folteropfer, Berlin 2000, ISBN 3-9806790-1-2.
- Ralf Weber: Extremtraumatisierte Flüchtlinge in Deutschland. Asylrecht und Asylverfahren. Campus Verlag, Frankfurt am Main 1998, ISBN 3-593-36118-3.
- Sepp Graessner, Norbert Gurris, Christian Pross: Folter. An der Seite der Überlebenden: Unterstützung und Therapie. Beck, München 1996, ISBN 3-406-39283-0.
- Ralf Weber: Verratene Medizin. Beteiligung von Ärzten an Menschenrechtsverletzungen. Ed. Hentrich, Berlin 1995, ISBN 3-89468-155-1.
- Behandlungszentrum für Folteropfer (Hrsg.): Verratene Medizin.Beteiligung von Ärzten an Menschenrechtsverletzungen. Ed. Hentrich, Berlin 1995, ISBN 3-89468-155-1.
- Schiwan Bamdad: Verlorene Sterne. Erlebnisbericht eines Patienten aus dem Iran. Behandlungszentrum für Folteropfer, Berlin 1994.
- Timo Zilli: Folterzelle 36 Berlin-Pankow. Erlebnisbericht einer Stasi-Haft. mit einer Einleitung von Christian Pross. Ed. Hentrich, Berlin 1993, ISBN 3-89468-060-1.
- Christian Pross, Götz Aly: Der Wert des Menschen. Medizin in Deutschland 1918–1945. Ed. Hentrich, Berlin 1989, ISBN 3-926175-62-1.
- Christian Pross, Rolf Winau: Nicht Misshandeln. Das Krankenhaus Moabit. Ed. Hentrich, Berlin 1984, ISBN 3-926175-20-6.